# Takao II
Takao II (高尾), född 1640, död 5 december 1659, också känd som Sendai Takao eller Manji Takao, var i Japan en av Edo-periodens mest berömda kurtisaner, där hon hade statusen av tayū, vilket var den högsta formen av oiran.

## Biografi
Takao II debuterade 1655, bara 15 år gammal, som den ledande kurtisanen på "Stora Miura" – den mest prestigefulla bordellen i Yoshiwara och blev snabbt den ledande kurtisanen i hela Yoshiwara.
Hon var en oiran vilket var en form av mellanställning mellan geisha och yūjo (prostituerad). Till skillnad från en geisha var oiran prostituerad, men till skillnad från en yūjo var hon dessutom artist som  underhöll sina kunder på andra sätt än enbart sexuellt. En oiran hade också möjlighet att tacka nej till kunder. 
Takao II är särskilt känd för sin relation till daimyō Date Tsunamune. Hon var en av mellan sex och elva kurtisaner som använde yrkesnamnet Takao och kallades därför "Takao II". Kort efter sin död vid 19 års ålder, blev hennes liv skildrat i kabukiföreställningen Meiboku Sendai Hagi, och senare även i sång och litteratur, vilket gjorde att fakta och fiktion tidigt förväxlades.